# Oddział Michała Heydenreicha

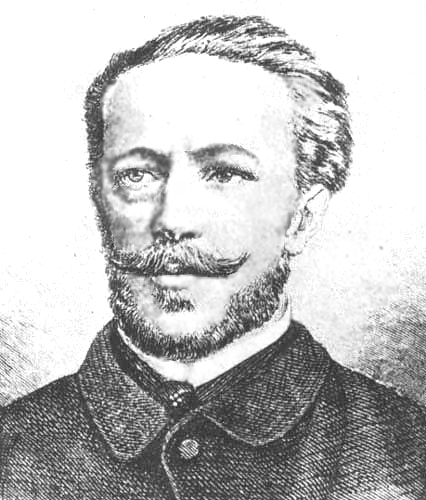
Michał Heydenreich ps. „Kruk”

Oddział Michała Heydenreicha (Heidenreicha) „Kruka” – partia powstańcza okresu powstania styczniowego.
Dowódcą oddziału był Michał Heydenreich – członek Koła Oficerskiego założonego przez Zygmunta Sierakowskiego w Sankt Petersburgu. Wszedł w skład Wydziału Wojny Komitetu Centralnego Narodowego.
Latem 1863 został mianowany naczelnikiem wojennym województw podlaskiego i lubelskiego. Podporządkował sobie mniejsze partie powstańcze.
Jego oddział po przegraniu 24 lipca bitwy pod Kaniwolą, odniósł zwycięstwo  w  drugiej bitwie pod Chruśliną (4 sierpnia), 8 sierpnia rozbił w bitwie pod Żyrzynem rosyjski konwój poczty pieniężnej osłaniany przez 550 żołnierzy i 2 działa. Wziął licznych jeńców, zdobył przesyłkę pieniężną w wysokości 200 000 rubli (140 000). Było to największe zwycięstwo oręża polskiego w tym powstaniu.
Rząd Narodowy rozkazem dziennym nr 11 z 22 sierpnia 1863 mianował Heidenreicha generałem. 24 sierpnia poniósł klęskę w bitwie pod Fajsławicami. Po niepowodzeniach wycofał się do Galicji.
Stanął na czele zgrupowania, które miało przebić się z Galicji, od strony Wołynia w lubelskie. Jednak już 1 listopada, wobec rozproszenia jego oddziałów pod Poryckiem, zaniechał przeprowadzenia tej operacji. Sam ze sztabem i małą eskortą Krakusów udał się w lubelskie. Tam zebrał rozproszone siły, które jednak 25 grudnia poniosły klęskę w bitwie pod Kockiem.